# Luís Carlos Vinhas
Luís Carlos Vinhas (właśc. Luís Carlos Parga Rodrigues Vinhas, ur. 19 maja 1940 w Rio de Janeiro, zm. 22 sierpnia 2001 tamże) – brazylijski pianista i kompozytor.

## Dyskografia
- 1962 - Bossa Tres e Lennie Dale
- 1962 - Bossa Tres
- 1962 - Bossa Tres & Jo Basile
- 1962 - Bossa Tres e seus amigos
- 1965 - Bossa Tres em Forma
- 1966 - Bossa Tres
- 1967 - Gemini 5 no México
- 1968 - O som psicodélico de Luis Carlos Vinhas
- 1970 - Luis Carlos Vinhas no Flag
- 1970 - Chovendo na roseira
- 1977 - Luis Carlos Vinhas
- 1982 - Baila com Vinhas
- 1986 - O piano mágico de Luis Carlos Vinhas
- 1989 - Piano maravilhoso
- 1994 - Vinhas e bossa nova
- 1997 - Piano na Mangueira
- 2000 - Wanda Sá & Bossa Tres